# Stomopogon albibarba
Stomopogon albibarba är en tvåvingeart som först beskrevs av John Otterbein Snyder 1957.  Stomopogon albibarba ingår i släktet Stomopogon och familjen husflugor. Inga underarter finns listade i Catalogue of Life.